# Mwaro (stad)
Mwaro is een stad in Burundi en is de hoofdplaats van de provincie Mwaro.
Mwaro telt naar schatting 5000 inwoners.